# Alexandra Dahlström
Lena Marina Alexandra Dahlström, znana również jako Alexandra Kashna Dahlström (ur. 12 lutego 1984 w Gävle) – szwedzka aktorka filmowa i teatralna. W 1998 zagrała Elin Olsson w filmie Lukasa Moodyssona Fucking Åmål za, którą w 1999 otrzymała, wraz z filmową partnerką Rebecką Liljeberg, nagrodę Szwedzkiego Instytutu Filmowego Guldbagge dla najlepszej aktorki.
Z Lukasem Moodyssonem współpracowała także przy produkcji filmu Lilja 4-ever.

## Wczesne życie
Alexandra Dahlström urodziła się 12 lutego 1984 roku w miejscowości Gävle w Szwecji. Jej matka, Irina Borisovna, jest Rosjanką, a jej ojciec, Hasse Dahlström, Szwedem. Alexandra posługuje się językiem szwedzkim, rosyjskim, niemieckim, angielskim, francuskim i włoskim.
Kiedy była nieco starsza, jej rodzina przeniosła się na przedmieścia Alvik w Sztokholmie, gdzie chodziła do szkoły i ostatecznie dostała swoją pierwszą rolę filmową. W liceum była raczej alternatywna, nie lubiła podążać za trendami w modzie i słuchać muzyki pop. Wolała spędzać czas z przyjaciółmi, z których część była punkami, i wyznała, że kocha Damona Albarna z zespołu Blur.
W 2006 roku przeprowadziła się do Rzymu i studiowała na Uniwersytecie La Sapienza w Rzymie, gdzie kształciła się w zawodzie tłumacza ustnego. Krążyły także pogłoski, że studiowała na Uniwersytecie w Sztokholmie. W 2009 roku wróciła do Sztokholmu.
W Rosji nazywa się ją „Sasha”. Ma babcię, która mieszka w Rosji i uwielbia odwiedzać Moskwę, kiedy tylko może.

## Życie prywatne[3]
Aleksandra jest osobą dość prywatną i w wywiadach nie mówi otwarcie o swoich związkach.
W 2001 roku Alexandra poznała aktora i reżysera Rogera Rodrigueza, kiedy ten był na wakacjach we Włoszech. Mieli dwuletni związek, który zakończył się w 2004 roku, a Alexandra stwierdziła:

Po prostu nie mamy dla siebie wystarczająco dużo czasu, ponieważ jako dobrzy przyjaciele wychodzimy razem.

Nie jest to jasne, ale istnieją źródła podające, że w tym czasie byli małżeństwem.
W 2005 roku spotykała się z Rasmusem Nykvistem, studentem Uniwersytetu w Sztokholmie. W tym roku razem wzięli udział w premierze Tłumaczka i Undine Awards. Nie wiadomo, jak długo się spotykali.
Od tego czasu Alexandra współpracowała z artystą, projektantem i muzykiem Theodorem Trottnerem. Razem wzięli udział w kilku wydarzeniach, takich jak premiera Mammuta, Bękarty wojny i 2012. A także otwarcie wystawy Lady Warhol. Nie wiadomo, czy nadal się spotykają, ponieważ nie byli razem fotografowani od 2010 roku.

## Filmografia
- 1997 – Sanning eller konsekvens
- 1998 – St. Mikael (serial)
- 1998 – Fucking Åmål
- 1999 – Tomten är far till alla barnen
- 2001 – La Carpe (film krótkometrażowy)
- 2002 – „Carpe, La”
- 2003 – „Utvecklingssamtal”
- 2004 – „Som kärlet fast på riktigt”
- 2004 – „Fröken Sverige”

## Sztuki teatralne
- 1999 – Kranes konditori
- 2001 – En vacker värld